# Vstavač bledý
Vstavač bledý (Orchis pallens; synonymum: Orchis sulphurea) je vytrvalá bylina z rozsáhlého rodu vstavač (Orchis), která v České republice patří k ohroženým druhům. Rostlina je vysoká 15–35 cm. Tento druh vstavače kvete brzy – už v dubnu a v květnu a můžeme jej nalézt ve světlých listnatých lesích, na okrajích lesů nebo na loukách. Roste většinou v bázemi bohatých a často vápnitých půdách od pahorkatin do podhůří.
Vstavač bledý v rámci České republiky roste především na Moravě (oblast Bílých Karpat, Javorníky, Chřiby), v Čechách je vzácný a je znám pouze ze tří lokalit.

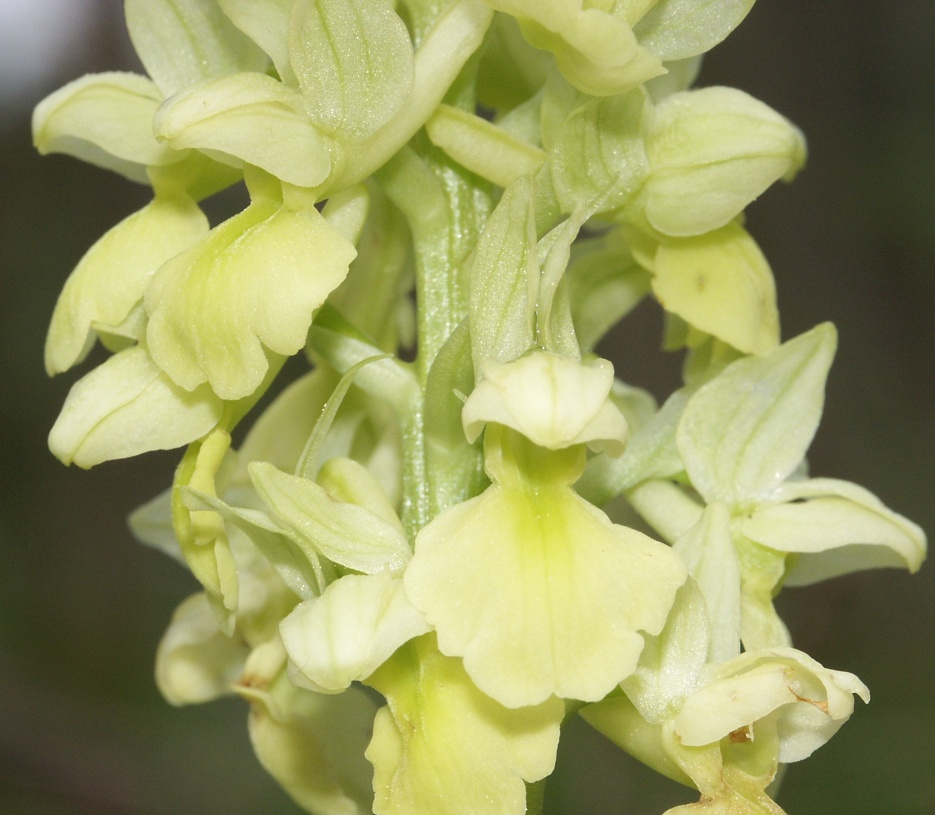
Detail květů druhu vstavač bledý